# Congresso das Filipinas
O Congresso das Filipinas (em filipino: Kongreso ng Pilipinas) é o poder legislativo bicameral das Filipinas. O congresso é composto por duas câmaras: o Senado, câmara alta com 24 cadeiras; e a Câmara dos Representantes, câmara baixa com 296 cadeiras.
A Câmara dos Representantes é composta por dois tipos de congressistas, sendo eles os representantes distritais e setoriais. O congressista distrital representa um distrito específico do país, sendo que todas as províncias das Filipinas possuem ao menos um distrito congressional. O congressista setorial representa setores minoritários da população, assim como uniões trabalhistas, grupos de direitos humanos e outras organizações.
A constituição filipina prevê a reunião do congresso para uma sessão ordinária todos os anos, iniciada na quarta segunda-feira do mês de julho. O presidente, entretanto, pode convocar sessões especiais para lidar com situações emergenciais ou urgentes.